# اندیس آنومالی کوه سرخ
آنومالی کوه سرخ یک اندیس فلزی است که در حوالی شهر محلات استان مرکزی قرار دارد و مادهٔ معدنی موجود در آن، طلا است.سنگ میزبان این اندیس دولومیت، شیل، مارن، ماسه‌سنگ، کنگلومرا است و دیرینگی آن به دوران کرتاسه میانی می‌رسد. 